# Boston.com
Boston.com é um site regional que oferece notícias e informações sobre a região de Boston, Massachusetts. É de propriedade e operado pela Boston Globe Media Partners, editora do The Boston Globe.
O Boston.com foi um dos primeiros sites de notícias na web pública, lançado no final de outubro de 1995 pela Boston Globe Electronic Publishing Inc. O nome de domínio foi adquirido da rede de cafés Au Bon Pain, na área de Boston, em troca de anúncios impressos para instituições de caridade escolhidas pelo CEO da Au Bon Pain.
Desde a sua criação, o Boston.com cobriu uma grande variedade de histórias de interesse para as pessoas da região. Foi o site principal do The Boston Globe até o final de 2011.[carece de fontes?] Boston.com atualmente abrange notícias locais, nacionais e internacionais, esportes profissionais, clima, tráfego, entretenimento e estilo de vida.[carece de fontes?] O site também mantém um aplicativo móvel para dispositivos iPhone e Android. Ele conecta os leitores com as histórias apresentadas no site.

## Relação comThe Boston Globe
Em 12 de setembro de 2011, o The Boston Globe lançou um site separado no BostonGlobe.com que colocava a maior parte do conteúdo de sua redação atrás de um paywall. Desde então, o Boston.com é uma entidade independente e independente que oferece cobertura de notícias, esportes, clima e lazer locais em uma plataforma gratuita suportada por publicidade. Os dois meios de comunicação compartilham espaço de escritório no 1 Exchange Place, no centro de Boston.